# Dudley Lincoln Steinwall
Dudley Lincoln Steinwall, teils auch Duddley Steinwall, (* 9. November 1974) ist ein sri-lankischer Fußballspieler.

## Karriere

### Verein
Der als kompromissloser Innenverteidiger geltende Steinwall spielte bereits für die Vereine Renown SC und Ratnam SC. Ferner stand er 2005 in Reihen des Blue Star SC, mit dem er am AFC Presidents Cup teilnahm. Nach einem zweiten Platz in der Gruppenphase im Halbfinale unterlag sein Verein mit 6:0 gegen Regar-TadAZ Tursunzade. Steinwall erzielte im Verlauf des Turniers drei Tore und war damit erfolgreichster Torschütze seines Teams. Seit 2009 steht er bei Negombo Youth unter Vertrag.

### Nationalmannschaft
Er ist zudem Mitglied der sri-lankischen Fußballnationalmannschaft. Mit dieser nahm er im Januar 2003 als Kapitän der vom Brasilianer Marcus Fereira trainierten Mannschaft an der SAFF Championship 2003 in Bangladesch teil. Beim einzigen Sieg seines in der Gruppenphase ausgeschiedenen Teams gegen die Nationalmannschaft Afghanistans erzielte er den 1:0-Siegtreffer. Als Kapitän führte er das vom ehemaligen Assistenten Fereiras, Sampath Perera als Nationaltrainer betreute Nationalteam auch bei der vom 7. bis 17. Dezember 2005 in Karatschi ausgetragenen, South Asian Football Federation (SAFF) Championship genannten Fußball-Südasienmeisterschaft 2005 an. Er gehörte zur zweitplatzierten Auswahl seines Heimatlandes beim AFC Challenge Cup 2006. Auch in jenem Jahr war er Spielführer der sri-lankischen Nationalelf. An der Fußball-Südasienmeisterschaft 2009 in Bangladesch, bei der die sri-lankische Nationalmannschaft im Halbfinale mit 5:1 an den Malediven scheiterte, partizipierte er ebenfalls als Kadermitglied Sri Lankas und kam zum Einsatz.